# Tour de Siak
El Tour de Siak es una carrera ciclista profesional por etapas que se realiza en la regencia de Siak y sus alrededores en Indonesia.
La primera edición se disputó en el año 2013 como una carrera no UCI y fue ganada por el ciclista indonesio Ryan Ariehan. Desde el año 2018 entró a formar parte del UCI Asia Tour como competencia de categoría 2.2.

## Palmarés
| Año  | Ganador                      | Segundo                 | Tercero               |
| ---- | ---------------------------- | ----------------------- | --------------------- |
| 2013 | Ryan Ariehan                 | Hari Fitrianto          | Chelly Aristya        |
| 2014 | Hossein Jahabanian           | Mohd Harrif Saleh       | Sofian Nabil Bakri    |
| 2015 | Nik Mohamad Azman Zulkifli   | Che Ku Mohammad Syamail | Nabil Omar Mohd Bakri |
| 2016 | Trịnh Đức Tâm                | Lewis Fellas            | Selamat Juangga       |
| 2017 | Aiman Cahyadi                | Sofian Nabil Bakri      | Batsaikhan Tegshbayar |
| 2018 | Matthew Zenovich             | Marcus Culey            | Benjamin Dyball       |
| 2019 | Nur Amirul Fakhruddin Mazuki | Mohammad Ganjkhanlou    | Stephan Bakker        |

## Palmarés por países
| País          | Victorias |
| ------------- | --------- |
| Indonesia     | 3         |
| Malasia       | 2         |
| Nueva Zelanda | 2         |
| Irán          | 1         |
| Vietnam       | 1         |